# 코오롱티슈진
코오롱티슈진(영어: Kolon TissueGene)은 코오롱그룹 계열의 한상 기업이다.

## 파이프라인
무릎 골관절염 근본적치료제로 TG-C(인보사)를 연구개발하고 있다.

## 논란
전 대표가 횡령·배임 등 혐의로 검찰 기소되면서 상장폐지 심사를 받은 바 있다.

## 유상 증자
2024년 코오롱을 대상으로 478억 규모의 제3자배정 유상증자를 하였다.

## 같이 보기
- 인보사